# Arctia villica
Arctia villica (tên tiếng Anh: Hổ đốm kem) là một loài bướm đêm thuộc phân họ Arctiinae, họ Erebidae. Nó được tìm thấy ở châu Âu và Bắc Phi.
Sải cánh dài 60–68 mm. Con trưởng thành bay từ tháng 3 đến tháng 7 tùy theo địa điểm.
Sâu bướm ăn nhiều loài cây thân thảo.

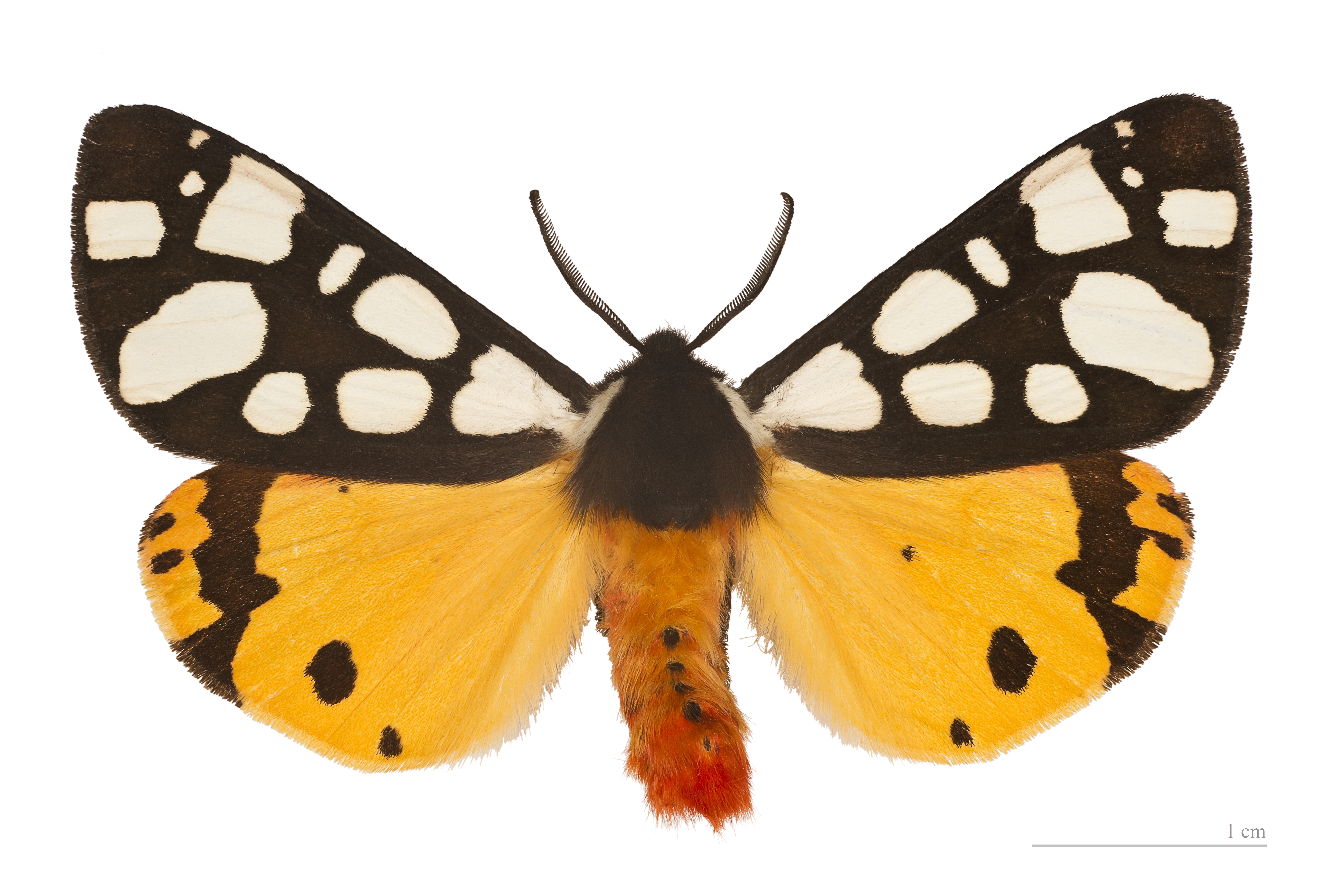
Arctia villica
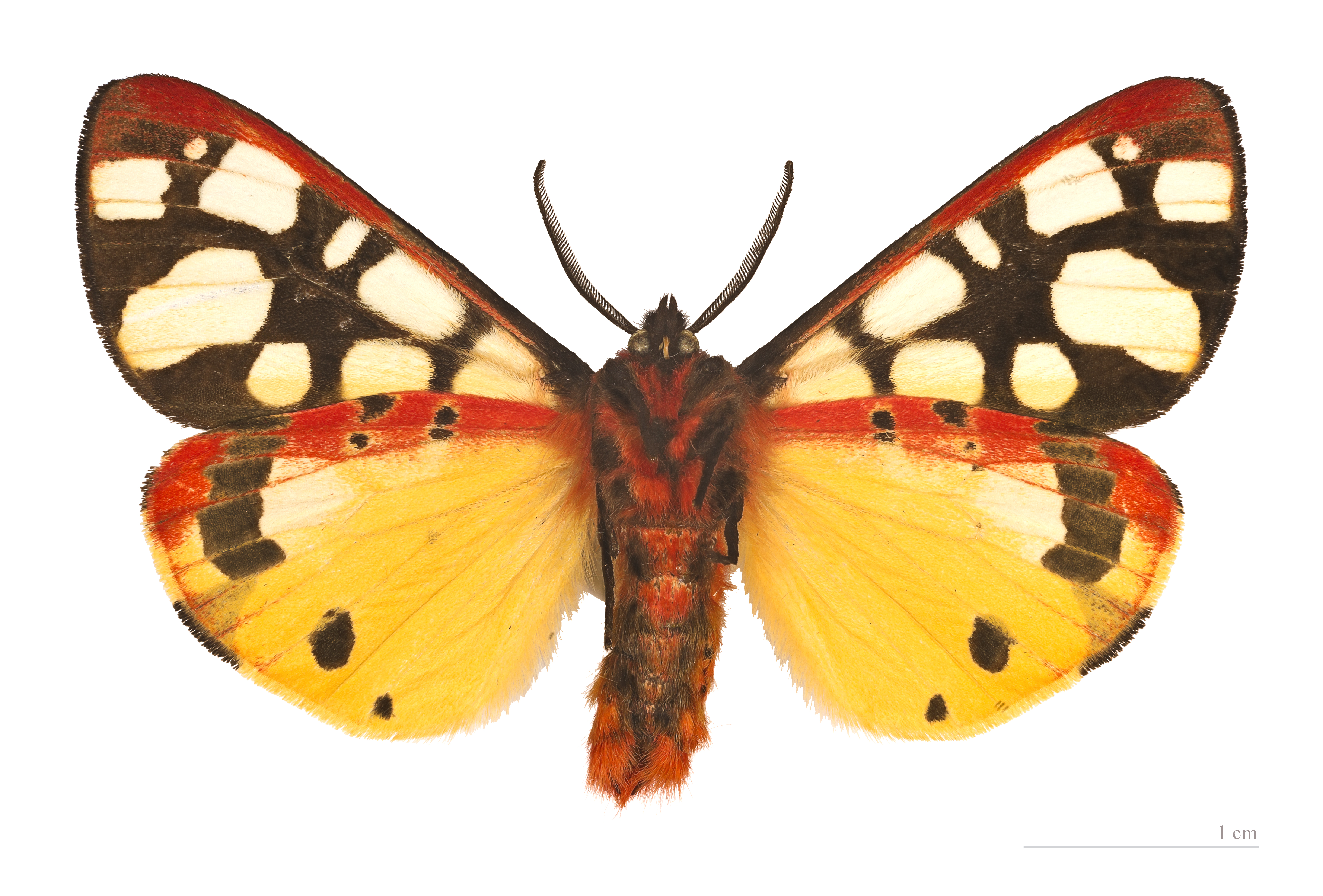
Underside △